# Abel Muniategi
Abel Muniategi Elorza (Ereño, Vizcaya, 30 de septiembre de 1942) es un abogado, escritor, bertsolari y político español de ideología nacionalista vasca.

## Biografía
Abel Muniategi nació en 1941 en la pequeña localidad vizcaína de Ereño, situada en la comarca de Busturialdea, entre Guernica y Lequeitio.
En su juventud fue seminarista. Fue compañero de seminario de Xabier Amuriza, con el que solía practicar como bertsolari. En la década de 1960 participó en dos finales del Campeonato de Vizcaya de bertsolaris, en las ediciones de 1964 y 1966. Con posterioridad en la década de 1980 fue un habitual juez, proponedor de temas y presentador de actos y competiciones de bertsolaris.
Tras abandonar la carrera sacerdotal Muniategi se licenció en Derecho por la Universidad de Deusto. En la década de 1970 trabajó en empresas cooperativas de Mondragón. Ha ejercido también como abogado, siendo letrado de la Diputación Foral de Vizcaya y ha sido también secretario del ayuntamiento de Bermeo (Vizcaya).

## Obra literaria
Como escritor ha sido colaborador de numerosas publicaciones en euskera, como Olerti, Karmel, Goiz Argi, Aranzazu, Anaitasuna, Jakin y Zeruko Argia, escribiendo generalmente versos y poemas. Solía firmar bajo el seudónimo de Bengetxe. Benito Lertxundi musicó uno de los poemas de Muniategi, que se convirtió en la canción Zenbat gara, una de las canciones protesta más conocidas de este músico. También colaboró en el diccionario de lengua vasca de UZEI, en revistas jurídicas y ha sido conferenciante sobre aspectos de la economía y cultura vascas y desde 1981 es miembro correspondiente de la Real Academia de la Lengua Vasca.

## Trayectoria política
Durante la Transición Española fue uno de los fundadores y dirigentes de ESEI, un pequeño partido abertzale de izquierdas, considerado moderado y que formó parte del bloque de partidos vascos favorables al Estatuto de Guernica. Como dirigente de ESEI tomó parte activa en la campaña en favor del Estatuto de Autonomía en 1979 junto con los líderes de otros partidos vascos como PNV, PSE-PSOE, EE o PCE-EPK. En las primeras elecciones autonómicas vascas celebradas en 1980 ocupó un puesto simbólico en la candidatura de ESEI por Vizcaya en el último lugar de la lista. El revés electoral de ESEI en aquella cita, que no obtuvo representación parlamentaria, forzó a sus militantes a disolver el partido un año más tarde.
Muniategi regresó a la política años más tarde, esta vez en las filas de Eusko Alkartasuna (EA) llegando a ocupar altos cargos del Gobierno Vasco en los dos primeros gabinetes del lehendakari Juan José Ibarretxe. En la VI Legislatura del País Vasco (1999-2001) fue viceconsejero de Justicia dentro de la consejería de Justicia, Empleo y Seguridad Social que dirigió Sabin Intxaurraga. Siguió en el mismo cargo al inicio de la VII Legislatura, pero la entrada de Ezker Batua-Berdeak en el gobierno vasco produjo una reordenación de las consejerías ocupadas por EA. Cuando Intxaurraga pasó a ocupar la consejería de Medio Ambiente y Ordenación del Territorio en noviembre de 2001, Muniategi fue nombrado viceconsejero de Ordenación del Territorio, cargo que ocupó durante el resto de la VII Legislatura (2001-2005).
En 2011 formó parte de la candidatura al Senado de España que presentó la coalición electoral Amaiur en Vizcaya, sin conseguir el acta de senador. Esta coalición integraba a Eusko Alkartasuna, Alternatiba, Aralar e independientes afines a la ilegalizada Batasuna.